# Dendrobium amboinense
Dendrobium amboinense es una especie de orquídea originaria de las Molucas.

## Descripción
Es una orquídea de tamaño pequeño, que prefiere un clima cálido. Con hábitos epífitas con  forma de bastón, articulado, tallos basalmente hinchados que llevan 2 a 3 hojas apicales, coriáceas, oblongo-lanceoladas y agudas. Florece en la primavera en una inflorescencia con 2 a 4  flores de  vida muy corta, flores fragantes.

## Distribución y hábitat
Se encuentra en la isla de Ambon en las Molucas. como una miniatura a tamaño pequeño, caliente para calentar creciente orquídea 

## Taxonomía
Dendrobium amboinense  fue descrita por William Jackson Hooker   y publicado en Botanical Magazine 82: t. 4937. 1856.
Etimología
Dendrobium: nombre genérico que procede de la palabra griega (δένδρον) dendron = "tronco, árbol" y (βιος) Bios = "vida", en resumen significa "viven sobre los troncos de los árboles" (por su naturaleza epifita).
amboinense: epíteto geográfico que alude a su localización en la Isla de Ambon.
Sinonimia
- Callista amboinensis (Hook.) Kuntze
- Euphlebium amboinense (Hook.) Brieger[3][4]